# Steve Escalona
Steve Escalona (Oranjestad, 21 oktober 1987) is een Arubaans amateurvoetballer, die uitkomt voor FC 's-Gravenzande.  In 2012 won hij met het nationale elftal de 3e editie van de ABCS-toernooi. Hij speelde een wedstrijd. Op amateurniveau voetbal hij ook bij Haaglandia. In het seizoen  2016-2017 kwam hij uit voor Wateringse veld/Gona dat aan het einde van het seizoen werd opgeheven.
Op 20 maart 2017 maakte hij bekend in het seizoen 2017-2018 voor zaterdag tweedeklasser HVC'10 (Hoek van Holland) uit te zullen komen. In augustus startte hij daar met trainen en in de oefenwedstrijd tegen FC s-Gravenzande op 19 augustus  maakte hij na 70 minuten zijn debuut. Steve is centrale verdediger.In juni 2018 werd hij verkozen als speler van het jaar.   